# إدواردو ألفونسو سانشيز هرنانديز
إدواردو ألفونسو سانشيز هرنانديز (بالإسبانية: Eduardo Alfonso Sánchez Hernández)‏ هو سياسي مكسيكي، ولد في 30 أكتوبر 1946 في المكسيك. حزبياً، نشط في الحزب الثوري المؤسساتي. وقد انتخب عضو مجلس النواب المكسيك.